# Condado de Santa Marta de Babío
El condado de Santa Marta de Babío es un título nobiliario español otorgado por el rey Alfonso XIII el 15 de marzo de 1924. Su nombre se refiere al antiguo señorío jurisdiccional de Santa Marta de Babío, situado en el municipio de Bergondo en la provincia de La Coruña, feudo de la familia Taboada que, por matrimonio, había pasado al conde de Fontao en el siglo XIX.
Su primer titular fue el Ingeniero de Caminos Alfredo Moreno Osorio, hijo de Alfredo Moreno Moscoso de Altamira, III conde de Fontao y de Dolores Osorio Chacón.

## Condes de Santa Marta de Babío
|                                     | Titular                             | Periodo                             |
| Creación por Alfonso XIII de España | Creación por Alfonso XIII de España | Creación por Alfonso XIII de España |
| ----------------------------------- | ----------------------------------- | ----------------------------------- |
| I                                   | Alfredo Moreno Osorio               | 1924-1932                           |
| II                                  | José Moreno Torres                  | 1949-1983                           |
| III                                 | Rafael Moreno Benjumea              | 1984-actual titular                 |

## Historia de los condes de Santa Marta de Babío
- Alfredo Moreno Osorio, Ingeniero de Caminos, I conde de Santa Marta de Babío, fundador del gabinete madrileño de ingeniería Mengemor.

Casado con Carmen Torres Calderón. Le sucedió en 22 de junio de 1949 su hijo:
- José Moreno Torres, II conde de Santa Marta de Babío,[1] alcalde de Madrid

Casado con Isabel Benjumea y Heredia, hija del conde de Guadalhorce. Le sucedió su hijo:
- Rafael Moreno Benjumea, III conde de Santa Marta de Babío,[2] actual conde.

Casado con Ana María Mazarredo Chapa.